# Hymenochaonia pallida
Hymenochaonia pallida är en stekelart som först beskrevs av Cresson 1865.  Hymenochaonia pallida ingår i släktet Hymenochaonia och familjen bracksteklar. Inga underarter finns listade i Catalogue of Life.